# Boekbandontwerp

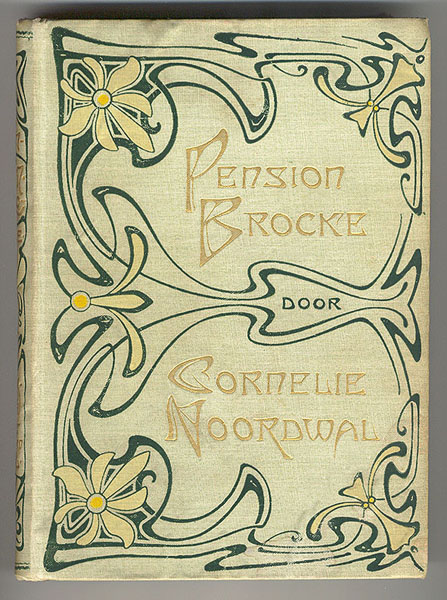
Boekband van Willem Pothast voor uitgeverij Cohen en Zonen (1900)

Een boekbandontwerp is de vormgeving van een boekband, het omhulsel van een boekblok.
Bepaalde uitgevers benaderen bekende kunstenaars en gaven hen opdrachten voor band-en omslagontwerpen voor uitgaven van verschillende aard en ook voor omslagen van tijdschriften, bladmuziek en brochures. Bijzonder bij de tijdschriften zijn de 116 omslagen voor Wendingen, maandblad voor bouwen en sieren van Architectura et Amicitia (1918-1931), die door een aantal van Nederlands bekendste kunstenaars zijn ontworpen.
Omstreeks 1890 ontstond in Europa een kunststroming; in Frankrijk art nouveau, in Duitsland jugendstil, in Groot-Brittannië Arts and Crafts en in Nederland Nieuwe Kunst genaamd, hoewel hier de namen art nouveau en jugendstil eveneens ingeburgerd zijn.
In de periode 1890-1906 werden boekbanden, boekomslagen en stofomslagen ontworpen door kunstenaars als Jan Toorop (1858-1928), G.W. Dijsselhof (1866-1924), C.A. Lion Cachet (1864-1945), Richard Roland Holst (1869-1938), K.P.C. de Bazel (1869-1923), J.G. Veldheer (1866-1945), Theo van Hoytema (1863-1917), Antoon Derkinderen (1859-1925), R.W.P. de Vries (1874-1952), L.W.R. Wenckebach (1860-1937) en anderen. Daarna werkten een flink aantal andere kunstenaars ook als boekbandontwerper.
De eerstgenoemde kunstenaars komen voor in de uitgebreide studie door Ernst Braches, Nieuwe kunst en het Boek (2003) genaamd. In deze uitgave wordt uitvoerig ingegaan op de jugendstil-periode. De meeste ontwerpen worden in kleur weergegeven.
Goede voorbeelden van geslaagde boekbanden, ontworpen in de periode 1890-1940, worden ook getoond in het boek Omslag in Beeld, uitgegeven bij de gelijknamige tentoonstelling van de boeken van Rob Aardse in het Drents Museum te Assen.